# Cabeça magnética
Cabeça magnética é um transdutor que converte energia elétrica em magnética, e vice-versa.
É usada especificamente para imprimir informações de um circuito eletrônico em uma mídia magnética, ou - operação inversa - para recuperar as informações da mídia e transmiti-las ao circuito eletrônico.

## Tipos de mídia
A maioria das mídias magnéticas é feita de uma base plástica coberta por um substrato magnético. São as partículas do substrato que são reorientadas para a gravação da informação. Elas podem vir em forma de fita ou de disco (no caso dos disquetes).
Nos HDs de computador, o substrato é depositado sobre uma base rígida de metal.

## Funcionamento

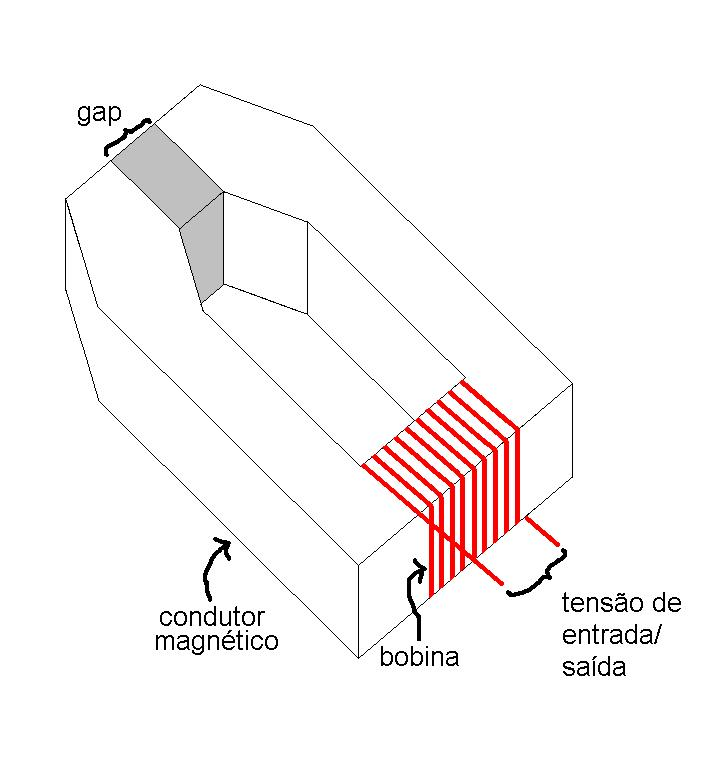
Esquema de uma cabeça magnética

Sua construção consiste de um solenoide (bobina) enrolado sobre um anel, ou forma semelhante. O anel é feito de um material de alta permeabilidade magnética (condutor magnético), exceto por um pequeno vão (gap), na extremidade oposta ao solenoide, propositadamente construído com material de baixa permeabilidade magnética.

### Gravação
O sinal elétrico desejado é aplicado ao solenoide, que gera um campo eletromagnético sobre o anel ferromagnético.  No gap, as linhas de força do campo magnético espalham-se pelo espaço circundante, de modo que, quando próxima ou em contato com o gap, a fita magnética fica "imersa" no campo magnético gerado. Se este campo for convenientemente forte, será capaz de reorientar permanentemente os elementos magnéticos depositados sobre a mídia.

### Leitura
Para ler a informação gravada numa mídia, acontece o processo exatamente oposto: os elementos magnéticos da fita, que foram previamente orientados, ao passarem pelo gap, induzem um pequeno sinal elétrico no solenoide, que pode então ser tratado adequadamente pelo circuito eletrônico.